# ديبورا رودريغوس
ديبورا رودريغوس (بالبرتغالية: Débora Rodrigues‏) هي سائق سيارة سباق ومقدمة تلفزيونية برازيلية، ولدت في 23 مايو 1968 في Bela Vista do Paraíso ‏ في البرازيل.